# Čakavska rič
Čakavska rič je polugodišnjak za proučavanje čakavskog izričaja hrvatskog jezika.
Izlazi od 1971. godine.
1971. mu je bila izdavač Matica hrvatska. 

Od 1972. do 1978. izdavač je bio "Čakavski sabor", Katedra za književnost i kulturu. 

Nije izlazio 1980. i 1981.

Danas izlazi u izdanju Književnog kruga Split.

## Poznati suradnici
Branimir Glavičić, Josip Lisac, Siniša Vuković

## Urednici
- br. 1 (1971.) do 1981.: Živko Bjelanović
- od 1982. do 1994.: Radovan Vidović
- od 1994.: Joško Božanić